# حوزه انتخابیه اول ویرجینیا
حوزه انتخابیه اول ویرجینیا یک حوزه انتخابیه مجلس نمایندگان آمریکا است که در ایالت ویرجینیا قرار دارد.